# 鎌田哲郎 (ラグビー選手)
鎌田 哲郎（かまた てつろう、1986年11月28日 - ）は、日本のラグビー選手。

## プロフィール
- 大阪府出身[1]。
- ポジションはウィング(WTB)、フルバック(FB)。
- 身長 184cm、体重 89kg
- ニックネームはテツ[2]。

## 略歴
16歳からラグビーを始めた
2005年、尾道高校卒業後、帝京大学に入る。
2009年、帝京大学卒業後、ホンダヒートに加入。同年9月12日に行われたジャパンラグビートップリーグ第2節のトヨタ自動車ヴェルブリッツ戦に途中出場で公式戦初出場を果たす。
2018年、ホンダヒートを退団した。